# Jaculatórias
Na piedade cristã, uma jaculação, às vezes conhecida como oração jaculatória ou aspiração, é "uma oração curta, na qual a mente é dirigida a Deus, em qualquer emergência". “Um suspiro, uma aspiração devota, uma jaculação sagrada perfurará o céu e chegará aos ouvidos da onipotência com mais frequência do que um longo exercício de oração”.
No catolicismo romano, algumas jaculações comuns incluem a Oração de Jesus, a Oração de Fátima do Santo Rosário, a Invocação do Espírito Santo e o Repouso Eterno. No metodismo, algumas jaculações comuns incluem "Louvado seja o Senhor!", "Aleluia!" e "Amém!". O teólogo puritano William Perkins exortou seus alunos a "orar continuamente" por meio de "jaculações secretas e internas do coração". O rito luterano de confissão e absolvição incluem o pastor acrescentando algumas jaculações depois que os penitentes recitam o confiteor.